# Hamish MacDonald
Hamish Anderson MacDonald OAM (nascido em 19 de agosto de 1974) é um atleta paralímpico australiano. Representou a Austrália nos Jogos Paralímpicos de Verão de 2012 em Londres, na Inglaterra. Foi medalha de ouro em Atlanta 1996 e prata em Atenas 2004, no arremesso de peso F32–33.